# 碧察叻达拉
碧察叻达拉·拉乍素达公主（1925年1月25日—2011年7月27日）泰国扎克里王朝国王瓦栖拉兀的独女，也是泰王阿南塔·玛希敦、普密蓬·阿杜德的堂姐。